# Kamehameha (U-Boot)
Die Kamehameha, auch USS Kamehameha (Kennung: SSBN-642 / SSN-642), war ein atomgetriebenes U-Boot mit ballistischen Raketen der Lafayette-Klasse (Benjamin-Franklin-Gruppe) der United States Navy, das von 1965 bis 2002 in Dienst stand. Sie wurde nach König Kamehameha I. von Hawaii benannt.

## Geschichte
Der Auftrag, die Kamehameha zu bauen erging 1962 an die Mare Island Naval Shipyard. Dort wurde das Boot im Mai 1963 auf Kiel gelegt und lief im Januar 1965 vom Stapel. Nach der Endausrüstung wurde sie im Dezember des Jahres in Dienst gestellt.
Die Kamehameha führte einen Großteil ihrer Patrouillen zur atomaren Abschreckung aus der Basis Rota in Spanien heraus durch.
Im Juli 1992 wurde die Kamehameha umgerüstet, um Spezialaufträge auszuführen. Die Raketenschächte wurden deaktiviert, stattdessen konnte das Boot United States Navy Seals in Dry Deck Sheltern (DDS) transportieren und heimlich aussetzen und aufnehmen. Dafür wurde die Klassifizierung des Bootes auf SSN geändert.
2002 wurde das Boot als letztes seiner Klasse aus dem aktiven Dienst gestrichen. Mit einer Dienstzeit von 37 Jahren hält die Kamehameha den Rekord für die längste Dienstzeit aller Atom-U-Boote der Navy. Bis 2003 wurde die Kamehameha im Ship-Submarine Recycling Program in der Puget Sound Naval Shipyard abgebrochen. Einige Teile wie die Tiefenruder und das Periskop sind erhalten geblieben und werden heute ausgestellt.